# Palazzo Giovene di Girasole
Il palazzo Giovene di Girasole è un palazzo di Napoli che sorge in via Cisterna dell'Olio 44.

## Storia e descrizione
La sua costruzione è sconosciuta, ma si presume che il fulcro originario del palazzo sia databile al XVI secolo, quando Don Pedro di Toledo ampliò la cinta muraria cittadina, per via della presenza sulle mappe topografiche di allora di fabbricati in questa zona.
Fu acquistato nel 1753 da Vespasiano Giovene di Girasole, duca di Balvano, che ampliò notevolmente la struttura originaria e fece eseguire una magnifica scala aperta in piperno tra i due cortili di tipica scuola sanfeliciana e il portale bugnato, anch'esso caratteristico del periodo settecentesco.
Nel 1817 i Giovene lasciarono la struttura che nel 1834 dal Monte dei Poveri Vergognosi, primo proprietario del palazzo, passò alla Casa Santa degli Incurabili.
Negli anni dal 1925 al 1929, l'Ente Autonomo Volturno acquista le diverse unità immobiliari in cui era stato scomposto l'edificio per adibirlo a sede propria. I lavori di ristrutturazione sono affidati dal 1926 all'ingegnere tedesco Rodolfo Stoelcker, il quale fa abbattere la pericolante scala settecentesca e, dopo lavori di consolidamento, fa erigere due nuove scale affidando al calcestruzzo armato la funzione strutturale primaria.